# Ciudomir, Razgrad
Ciudomir (în bulgară Чудомир) este un sat în comuna Loznița, regiunea Razgrad,  Bulgaria.
A nu se confunda cu scriitorul si pictorul bulgar Dimitar Hristov Ciorbadjiski (1890 – 1967), cunoscut sub pseudonimul Ciudomir.

## Demografie
Componența etnică a satului Ciudomir
     Turci (76,8%)
     Nicio identificare (17,16%)
     Altele (6,02%)
La recensământul din 2011, populația satului Ciudomir era de 332 locuitori. Din punct de vedere etnic, majoritatea locuitorilor (76,8%) erau turci. Pentru 17,16% din locuitori nu este cunoscută apartenența etnică.